# Roger Kimball
Roger Kimball (nacido en 1953) es un crítico de arte estadounidense y comentarista social conservador. Es el redactor y director de The New Criterion y el director de Encounter Books. Kimball ganó notoriedad por primera vez a principios de la década de 1990 con la publicación de su libro Tenured Radicals: How Politics Has Corrupted Higher Education. Actualmente es miembro de la junta del Manhattan Institute y es visitante de Ralston College, una nueva universidad de artes liberales con sede en Savannah, Georgia. Es presidente del programa William F. Buckley, Jr. en Yale y también ha sido miembro de la Junta de Visitantes de St. John's College (Annapolis y Santa Fe) y la junta de Transaction Publishers. El 7 de mayo de 2019, recibió el Premio Bradley en Washington D. C. El 12 de septiembre de 2019, recibió el premio Thomas L. Phillips Career Achievement Award de The Fund for American Studies.

## Primeros años y educación
Kimball se educó en Cheverus High School, una institución jesuita en Portland, Maine, y luego en Bennington College, donde recibió un B. A. en filosofía y griego clásico. Después de graduarse, Kimball asistió a la Universidad Yale, donde obtuvo una maestría en 1978 y una maestría en filosofía en 1982.

## Carrera
Kimball da numerosas conferencias y es colaborador de muchos periódicos y revistas, incluidos The Wall Street Journal, National Review, The Spectator, The New Criterion, The Times Literary Supplement, The New York Sun, Modern Painters, Literary Review, The Public Interest, Commentary, The New York Times Book Review, The Sunday Telegraph, The American Spectator, The Weekly Standard y The National Interest. Kimball también escribe en el weblog Dispatch de The New Criterion, American Greatness y The Spectator USA (una edición estadounidense del semanario inglés The Spectator), donde colabora como editor. Desde el otoño de 2007 hasta marzo de 2019, escribió la columna Roger's Rules en PJ Media.
Parte del trabajo de Kimball como escritor es polémico, dirigido contra lo que él ve como la politización y el embrutecimiento de la cultura y las artes occidentales. Muchos de los ensayos de Kimball en The New Criterion, y en libros que incluyen Experiments Against Reality y Lives of the Mind, se centran en figuras del canon occidental cuyo trabajo considera que ha sido descuidado o malentendido. Estas figuras incluyen G. C. Lichtenberg, Robert Musil, Walter Pater, Anthony Trollope, Milan Kundera y P. G. Wodehouse, así como filósofos e historiadores como Plutarco, Hegel, Walter Bagehot, George Santayana, David Stove, Raymond Aron y Leszek Kołakowski.
Kimball también escribe regularmente sobre arte. Ha escrito ensayos sobre artistas como Delacroix, Vuillard, Robert Motherwell, Frank Stella y Robert Rauschenberg. Recientemente, algunos de sus ensayos han pedido una atención renovada al realismo clásico y otros movimientos de arte contemporáneo que defienden los valores y técnicas tradicionales del arte representativo.
En 2012, Kimball editó The New Leviathan, una colección de ensayos que analiza una variedad de temas políticos conservadores. El libro tiene un prefacio de George Will e incluye contribuciones de John R. Bolton, Richard Epstein, Victor Davis Hanson, Andrew C. McCarthy, Michael B. Mukasey, Glenn Reynolds y otros.
Aunque crítico de Donald Trump durante gran parte de las primarias presidenciales de 2016, Kimball apoyó a Trump para presidente. En julio de 2017, Kimball escribió un artículo comparando el discurso de Donald Trump de 2017 en Varsovia con el discurso fúnebre de Pericles de Atenas durante la guerra del Peloponeso. Ha sido criticado por estar "decidido a minimizar, disputar, desviar y desacreditar la afirmación de que Donald Trump es una persona de mal carácter". A raíz de las elecciones presidenciales de Estados Unidos de 2020 Kimball ha repetido la afirmación refutada y desacreditada de que Joe Biden ganó las elecciones debido a un fraude electoral a gran escala.

## Tenured Radicals
Publicado por primera vez en 1990, Tenured Radicals: How Politics Has Corrupted Our Higher Education (en español, Radicales titulares: cómo la política ha corrompido nuestra educación superior) se actualizó en 1998 y nuevamente en 2008. La tercera edición más reciente incluye una nueva introducción de Kimball, así como el prefacio de la edición de 1998. El libro critica las formas en que se enseñan y estudian las humanidades en las universidades estadounidenses. El libro sostiene que las humanidades modernas se han politizado, buscando subvertir "la tradición de la alta cultura encarnada en los clásicos del arte y el pensamiento occidentales". Kimball sostiene que el pensador radical de ayer se ha convertido en el actual profesor titular que lleva a cabo "asaltos por motivos ideológicos a la sustancia intelectual y moral de nuestra cultura".
El libro generó controversia, con Roger Rosenblatt del New York Times Book Review señalando: "El Sr. Kimball nombra a sus enemigos con precisión ... Este libro generará peleas a puñetazos". Cuando se publicó por primera vez, algunos de sus críticos alinearon Tenured Radicals con The Closing of the American Mind: How Higher Education has Failed Democracy and Impoverished the Souls of Today's Students de Allan Bloom y Report on the Humanities in Higher Education del exsecretario de educación William Bennett.

## The Long March
The Long March: How the Cultural Revolution of the 1960s Changed America (en español, La larga marcha: cómo la revolución cultural de la década de 1960 cambió a Estados Unidos) ofrece una mirada crítica a la influencia de la década de 1960 en la vida moral, política e intelectual de Estados Unidos. El libro analiza el Movimiento Beat de la década de 1950 como un precursor de la década de 1960 y trata a importantes figuras literarias y culturales del período desde Norman Mailer, Susan Sontag y Charles Reich hasta Herbert Marcuse, Norman O. Brown, Timothy Leary, Eldridge Cleaver y Daniel Berrigan. Kimball sostiene que la influencia de la década de 1960 no terminó con el paso de esa década, sino que sigue viva "en nuestras actitudes hacia nosotros mismos y el país, el sexo y las drogas, los modales y la moral".

## Experiments Against Reality
Experiments Against Reality: The Fate of Culture in the Postmodern Age (en español, Experimentos contra la realidad: el destino de la cultura en la era posmoderna) es un libro que critica los fundamentos literarios y filosóficos de la posmodernidad. Al examinar el trabajo de Eliot, Auden, Nietzsche, Heidegger, Foucault y más, Kimball critica las formas en que estos escritores abordan lo que él ve como el deterioro intelectual y moral de la modernidad. También lamenta el estado de la cultura moderna, centrando su análisis en los ámbitos del arte contemporáneo y la academia.

## Art's Prospect
En el libro de 2003 Art's Prospect: The Challenge of Tradition in an Age of Celebrity (en español, La perspectiva del arte: el desafío de la tradición en una era de celebridades), Kimball vuelve una mirada crítica hacia lo que él considera una ortodoxia de vanguardia en el mundo del arte que tiende a ahogar las voces generalmente más tranquilas que representan un estilo más tradicional del arte.

## Lives of the Mind
Publicado en 2002, Lives of the Mind: The Use and Abuse of Intelligence from Hegel to Wodehouse (en español, Vidas de la mente: el uso y abuso de la inteligencia de Hegel a Wodehouse) analiza el trabajo de intelectuales y filósofos tan diversos como Raymond Aron, Plutarco y Walter Bagehot hasta Descartes, Schiller, Hegel, Santayana y Tocqueville para ilustrar la observación de Walter Bagehot de que "En la facultad de escribir sin sentido, la estupidez no es rival para el genio".

## Rape of the Masters
Publicado en 2004, The Rape of the Masters: How Political Correctness Sabotages Art (en español, La violación de los maestros: cómo la corrección política sabotea el arte) es un relato crítico de la historia del arte académico contemporáneo y su obsesión por la "teoría" y lo "transgresor" a expensas de la apreciación estética y una visión tradicional de los recursos ennoblecedores del arte.

## The Fortunes of Permanence
En The Fortunes of Permanence: Culture and Anarchy in an Age of Amnesia (en español, Las fortunas de la permanencia: cultura y anarquía en una era de amnesia), publicado en 2012, Kimball discutió el cultivo de la mente como un esfuerzo explícitamente religioso con respecto a las instrucciones culturales heredadas. Al escribir sobre The Fortunes of Permanence, Michael Uhlmann escribió que "si no fuera ya evidente, la publicación de The Fortunes of Permanence confirma el estatus de Roger Kimball como el crítico cultural más importante de Estados Unidos. En realidad, 'crítico cultural', como es el término comúnmente empleado, difícilmente hace justicia a la amplitud y profundidad de un ensayista cuyas agudas observaciones abarcan cómodamente y con gracia la política, la historia, la religión, la filosofía, la educación, la literatura y el arte".

## Lista de obras

### Como autor
- The Fortunes of Permanence: Culture and Anarchy in an Age of Amnesia, St. Augustine's Press: South Bend, 2012.
- The Rape of the Masters: How Political Correctness Sabotages Art, Encounter Books: San Francisco, 2004.
- Art's Prospect: The Challenge of Tradition in an Age of Celebrity, Ivan R. Dee: Chicago, 2003.
- Lives of the Mind: The Use and Abuse of Intelligence from Hegel to Wodehouse, Ivan R. Dee: Chicago 2002.
- Experiments Against Reality: The Fate of Culture in the Postmodern Age, Ivan R. Dee: Chicago 2000.
- The Long March: How the Cultural Revolution of the 1960s Changed America, Encounter Books: San Francisco, 2000.
- Tenured Radicals: How Politics Has Corrupted Our Higher Education, HarperCollins, New York, 1990; edición revisada, Ivan R. Dee, Chicago, 1998; third, expanded edition, Ivan R. Dee, Chicago, 2008.
  - Brazilian Edition of Tenured Radicals: ″Radicals in the Universities: How politics has corrupted higher education in the United States of America″ (Peixoto Neto Publishing House, 2010) ]

### Como editor y colaborador
- Who Rules?: Sovereignty, Nationalism, and the Fate of Freedom in the Twenty-First Century, editado y con una introducción de Roger Kimball, Encounter Books: New York, 2020.
- Vox Populi: The Perils and Promises of Populism, editado por Roger Kimball, Encounter Books: New York, 2017.
- The Consequences of Richard Weaver, prefacio a una edición expandida de "Ideas Have Consequences" por Richard Weaver University of Chicago Press: Chicago 2013.
- "Mental Hygiene and Good Manners: The Contribution of George Santayana," en The Genteel Tradition in American Philosophy y Character and Opinion in the United States, editado por James Seaton, Yale University Press: New Haven, 2009.
- Counterpoints: 25 Years of The New Criterion on Art and Culture, coeditado por Roger Kimball & Hilton Kramer, Ivan R. Dee: Chicago, 2007.
- Lengthened Shadows: America and Its Institutions in the Twenty-first Century, coeditado por Roger Kimball & Hilton Kramer, Encounter Books: San Francisco, 2004.
- The Survival of Culture: Permanent Values in a Virtual Age coeditado por Roger Kimball & Hilton Kramer, Ivan R. Dee: Chicago 2002.
- The Betrayal of Liberalism: How the Disciples of Freedom and Equality Helped Foster the Illiberal Politics of Coercion and Control, coeditado por Roger Kimball & Hilton Kramer, Ivan R. Dee: Chicago, 2000
- The Future of the European Past coeditado por Roger Kimball & Hilton Kramer, Ivan R. Dee: Chicago 1997.
- Against the Grain: The New Criterion on Art and Intellect in the Twentieth Century coeditado por Roger Kimball & Hilton Kramer, Ivan R. Dee: Chicago 1994.

### Como editor
- Saving the Republic: The Fate of Freedom in the Age of the Administrative State. Interventions by Encounter Books, editado por Roger Kimball y con un prefacio de Victor Davis Hanson, Encounter Books: New York, 2018.
- The New Leviathan: The State Versus the Individual in the Twenty-first Century. A Collection of Encounter Broadsides, editado, con una introducción, de Roger Kimball y un prefacio de George Will, Encounter Books: New York, 2012.
- Athwart History: Half a Century of Polemics, Animadversions, and Illuminations: A William F. Buckley Jr. Omnibus, coeditado por Roger Kimball y Linda Bridges, introducción de Roger Kimball, Encounter Books: New York, 2010.
- The Age of the Avant Garde: 1956-1972, de Hilton Kramer, introducción de Roger Kimball, Transaction Publishers: New Brunswick, 2008.
- The Treason of the Intellectuals, de Julien Benda, introducción de Roger Kimball, Transaction Publishers: New Brunswick, 2006.
- Art in Crisis, de Hans Sedlmayr, introducción de Roger Kimball, Transaction Publishers: New Brunswick, 2006.
- Darwinian Fairytales: Selfish Genes, Errors of Heredity, and Other Fables of Evolution, de David Stove, editado y con una introducción de Roger Kimball, Encounter Books: New York, 2006.
- Diversions And Animadversions: Essays from the New Criterion de Alexander Coleman, editado con un prefacio de Roger Kimball, introducción de Denis Donoghue, Transaction Publishers: New Brunswick, 2005.
- Physics and Politics: Or: Thoughts on the Application of the Principles of 'Natural Selection' and 'Inheritance' to Political Society, de Walter Bagehot, editado y con una introducción de Roger Kimball, Ivan R. Dee: Chicago, 1999.
- Against the Idols of the Age, de David Stove, editado y con una introducción de Roger Kimball, Transaction Publishers: New Brunswick, 1999.